# István Fáry

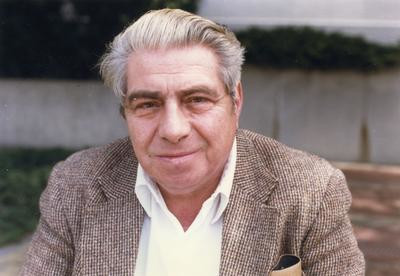
István Fáry

István Fáry (* 30. Juni 1922 in Gyula; † 2. November 1984 in El Cerrito, Kalifornien) war ein in Ungarn gebürtiger US-amerikanischer Mathematiker und Hochschullehrer.

## Leben und Laufbahn
Die Angaben über das Leben von István Fáry sind spärlich. Er begann im Jahre 1940 ein Studium an der Eötvös-Loránd-Universität in Budapest und erlangte im Jahre 1948 den Doktorgrad an der Universität Szeged. Noch im selben Jahre wechselte er nach Paris an das Centre national de la recherche scientifique. Dort erreichte er im Jahre 1953 unter der Anleitung von Jean Leray den Grad des Docteur ès sciences. Danach ging er an die Universität Montreal. Von 1957 bis 1971 war er an der University of California in Berkeley tätig, wo er im Jahre 1962 Full Professor wurde.
Fáry heiratete während seiner Zeit in Montreal seine Frau Therese und hatte eine Tochter namens Kataline.

## Wissenschaftliche Arbeit
István Fáry arbeitete in der Geometrie über Algebraische Geometrie, Differenzialgeometrie und die Geometrie der konvexen Körper, in der Topologie über Algebraische Topologie und Knotentheorie und auch über Kombinatorik und Graphentheorie. Er war Autor beziehungsweise Koautor von mehr als 40 wissenschaftlichen Publikationen.
So bewies er – unabhängig von Klaus Wagner – den für das Vier-Farben-Problem bedeutsamen Satz von Wagner und Fáry.
Viel Anerkennung fand er auch mit einem im Jahre 1949 vorgelegten Resultat, welches im Jahre 1950 von John Milnor erneut gefunden wurde und daher heute meist als Satz von Fáry und Milnor (englisch Fáry-Milnor theorem) bekannt ist. Es besagt:
Im {\displaystyle {\mathbb {R} }^{3}} hat jede geschlossene zweifach stetig differenzierbare Raumkurve, welche verknotet im Sinne der Knotentheorie ist, mindestens die Totalkrümmung {\displaystyle 4\pi }.